# Schlotheimia densifolia
Schlotheimia densifolia är en bladmossart som beskrevs av Thériot 1907. Schlotheimia densifolia ingår i släktet Schlotheimia och familjen Orthotrichaceae. Inga underarter finns listade i Catalogue of Life.